# 丹阳东站
丹阳东站，原名陵口站，是京沪铁路上的一个车站，由上海铁路局镇江直属站管理，目前只办理货运业务。

## 历史
丹阳东站最初于清光绪三十三年（1907年）设置，位于陵口镇北，配有客运候车室、票房等70余平方米，站台500英尺长。
该站于1997年4月停办货运业务。2000年曾经行票房改造，2003年停办客运业务，停运前办客列车3趟。
2015年6月1日，陵口站更名为丹阳东站。7月2日，丹阳东货场开通启用：该货场由丹阳市住建局承建，占地561亩，建有4条作业线、运河港池码头，铁路、公路、水路运输实现无缝衔接，预计年铁路运量500万吨，以承担丹阳站的货运功能。